# Didymocarpus oblongus
Didymocarpus oblongus är en tvåhjärtbladig växtart som beskrevs av David Don. Didymocarpus oblongus ingår i släktet Didymocarpus och familjen Gesneriaceae. Inga underarter finns listade i Catalogue of Life.